# 亲爱的索菲
《亲爱的索菲》，是一则由谷歌创意实验室和广告代理商百比赫（Bartle Bogle Hegarty）联合制作推出，宣传Chrome浏览器的温情广告。2011年5月3日起开始在美国部分电视台的晚间黄金时段播出，时长90秒，被《时代周刊》评为2011年十大最佳广告的第一名。
广告展示了一位父亲通过Gmail向女儿发送她成长的重要时刻，广告的主题是“the web is what you make of it”。虽然谷歌Chrome浏览器2010年的每日用户数已达到1.2亿，但微软的IE浏览器仍占据大半个市场份额。根据StatCounter于2011年12月17日公布的数据显示，Chrome以24%的占比击败了IE8的22.9%。